# Reick

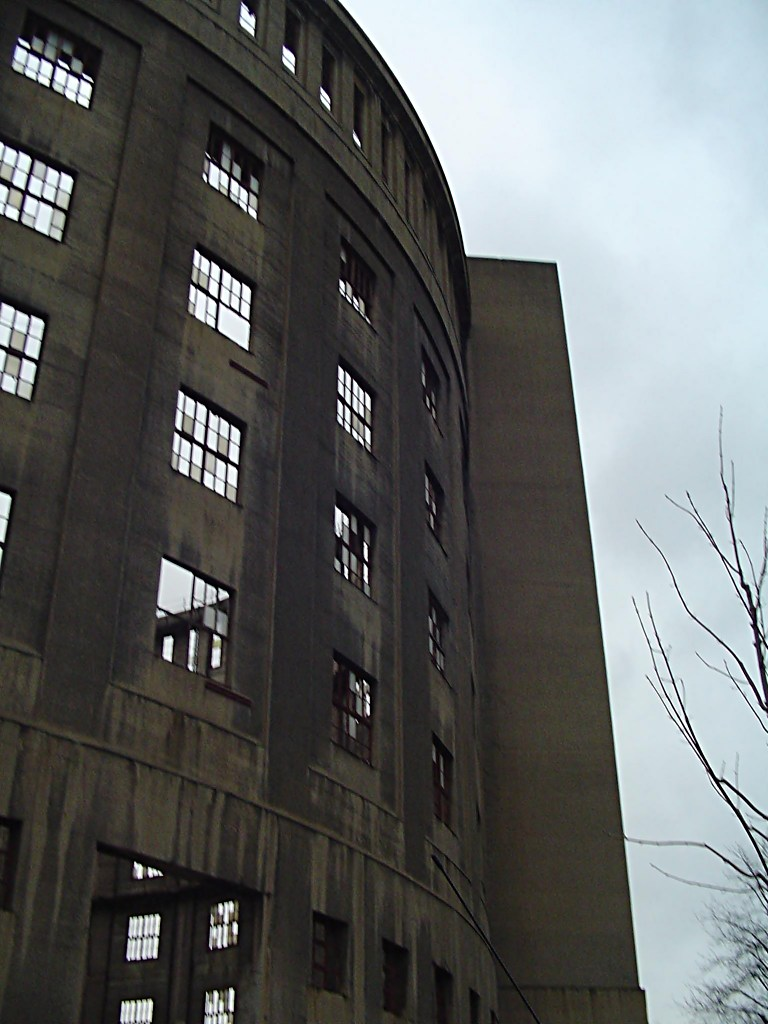
Großer Reicker Gasometer

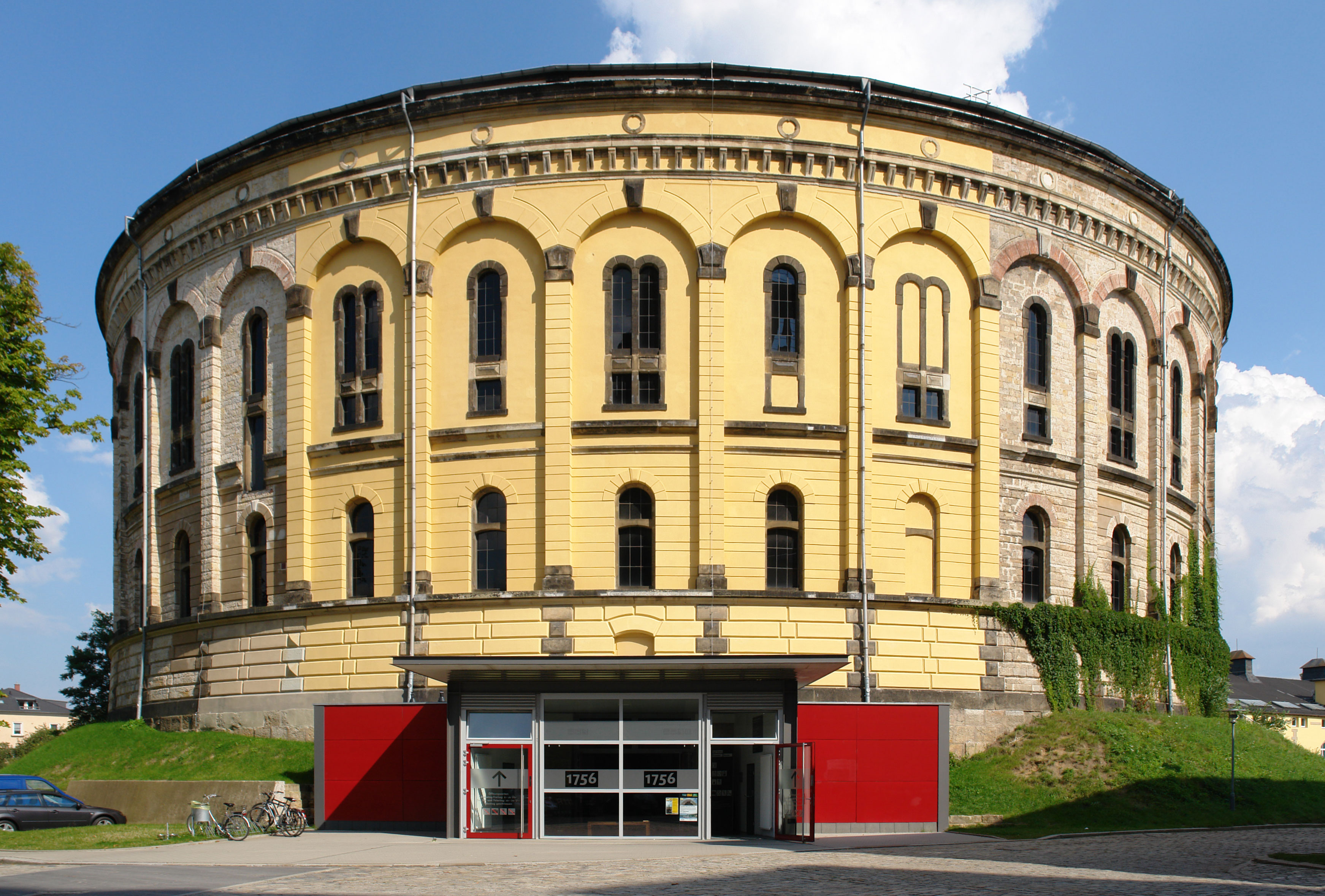
Panometer Dresden

Reick ist ein Stadtteil von Dresden im Stadtbezirk Prohlis, im Südosten der Stadt gelegen. Die Einwohnerzahl beträgt ca. 5000. Das ursprüngliche Dorf Rykh wurde 1288 erstmals urkundlich erwähnt. Der Name leitet sich vermutlich von dem slawischen Wort Ryc (Graben) ab. Die Eingemeindung nach Dresden erfolgte am 1. Januar 1913.
Der Stadtteil hat eine sehr heterogene Bebauung. Diese reicht vom alten Dorfkern Altreick mit ehemaligen Bauernhöfen aus der Barockzeit über Einfamilienhäuser und genossenschaftlichem Siedlungswohnungsbau der 1920er/30er Jahre bis hin zu einer großen Plattenbausiedlung (überwiegend: Typ Meißen) nördlich der Reicker Straße entlang des Rudolf-Bergander-Rings. In kleinerem Umfang wurden auch nach der Wiedervereinigung neue Wohnbauten erstellt.
In Dresden-Reick befand sich bis Sommer 2017 das zweithöchste Bauwerk Dresdens, der 220 Meter hohe Kamin des Heizkraftwerks.
Reick ist vorrangig ein Wohn- und im geringeren Umfang ein Gewerbegebiet.
Ein bedeutendes Industriedenkmal ist die von Erlwein miterrichtete Gasanstalt Dresden-Reick, in der heute das von Yadegar Asisi geschaffene Panometer Dresden untergebracht ist.
Zudem gibt es mit dem IHK-Bildungszentrum in der Mügelner Straße 40 einen Industriestandort eines ehemaligen KZ-Außenlagers für die Zeiss Ikon AG. Weibliche Häftlinge des KZ Flossenbürg aus Auschwitz und Bergen-Belsen hatten hier von Oktober 1944 bis April 1945 Zwangsarbeit zu verrichten. Viele Frauen und Mädchen fielen einer Typhusepidemie und mangelnder medizinischer Versorgung zum Opfer.
Linien des öffentlichen Nahverkehrs sind die Straßenbahnlinien 9 und 13 (Cäcilienstraße – Altreick), die Buslinien 64 (Hülße-Gymnasium – S-Bahnhof Reick), 65 (Altreick – S-Bahnhof Reick), 66 (Spitzwegstraße – Tornaer Straße), 87 (Spitzwegstraße – S-Bahnhof Reick) der Dresdner Verkehrsbetriebe und die S-Bahn-Linien S 1 und S 2 (S-Bahnhof Reick).